# 응우옌짜이
응우옌짜이(베트남어: Nguyễn Trãi / 阮廌, 1380년 ~ 1442년)는 베트남 레 왕조의 건국공신이다. 학자로도 이름이 높으며, 각종 서적도 편찬하였다.